# Castrovirreyna (cidade)
Castrovirreyna (em quechua: Chuqlluqucha) é uma cidade do Peru, capital do Distrito de Castrovirreyna e da Província de Castrovirreyna, pertencente à Região de Huancavelica.
Foi fundada em 27 de maio de 1591 por García Hurtado de Mendoza.